# Inspectoratul General pentru Situații de Urgență (Republica Moldova)
Inspectoratul General pentru Situații de Urgență (IGSU) este o structură subordonată Ministerului Afacerilor Interne.
Protecția civilă a Republicii Moldova reprezintă un sistem de masuri și acțiuni, întreprinse pe scara întregului stat pe timp de pace și de război, în vederea asigurării protecției populației, proprietății în condițiile calamităților naturale și ecologice, avariilor și catastrofelor, epizootiilor, incendiilor.

## Istoric
În scopul reglementarii activității structurilor Apărării Civile a Republicii Moldova și în conformitate cu declarația de independență a Republicii Moldova, în anul 1991, Președintele Republicii prin Decretul nr.244 din 24 decembrie 1991 "Cu privire la Apărarea Civilă a Republicii Moldova" a decretat trecerea sub jurisdicția Republicii Moldova a Statului Major al Apărării Civile, a instituțiilor și organelor lui de comandă, precum și a unităților militare ale Apărării Civile a URSS, dislocate pe teritoriul republicii.
Prin decretul menționat s-a stabilit că toate bunurile Statului Major al Apărării Civile a Republicii Moldova și ale instituțiilor din subordine, armamentul și baza tehnico-materiala a unităților militare ale Apărării Civile a URSS, dislocate pe teritoriul republicii sunt proprietatea Republicii Moldova.
În continuare prin Hotărârea Guvernului Republicii Moldova nr.265 din 14 mai 1993 Statul Major al Apărării Civile a fost trecut în subordinea Ministerului Apărării.
 Apoi, prin Directiva Marelui Stat major al Forțelor Armate ale Republicii Moldova nr.17/018 din 01 septembrie 1993 Statul Major al Apărării Civile a fost reorganizat în Departamentul Protecție Civilă și Situații Excepționale.
Ținând cont de faptul că sistemul protecției civile în majoritatea țărilor dezvoltate este separat de Forțele Armate și specificul administrării protecției civile în regim cotidian, cît și în situații excepționale prin intermediul organelor administrative publice centrale, locale și agenților economici, Guvernul Republicii Moldova prin Hotărârea nr.541 din 02 octombrie 1996 a retras Departamentul Protecție Civilă și Situații Excepționale din subordinea Ministerului Apărării, precum și Direcția Pompieri si Salvatori din subordinea Ministerului Afacerilor Interne, cu toate structurile lor departamentale, tehnica, patrimoniul, fondurile de bază și de altă natură, care au fost incluse în componența Departamentului.
Prin Legea Republicii Moldova nr.75-XV din 18 aprilie 2001 "Pentru modificarea si completarea Legii nr.64-XM" din 31 mai 1990 denumirea departamentului a fost schimbată, numindu-se Departamentul Situații Excepționale.
În legătură cu aprobarea noii structuri a administrației publice conform Hotărârii Guvernului nr.357 din 23.04.2005 "Privind masurile de reorganizare a unor ministere și autorități administrative centrale ale Republicii Moldova" Departamentul Situații Excepționale se reorganizează în componenta Ministerului Afacerilor Interne. Principiile fundamentale de organizare a Protecției Civile în republica, sarcinile ei, cadrul juridic al activității în acest domeniu, sunt stabilite de Legea "Cu privire la protecția civila" nr.271-XIII din 09 noiembrie 1994.